# XvYCC
xvYCC – technologia używana w elektronice, zapewniająca 1.8 razy większą przestrzeń barw niż sRGB. Od stycznia 2006 r. podlega nadzorowi komisji IEC jako IEC 61966-2-4.